# Чак (3-й сезон)
Третий сезон американского телесериала в жанре комедийных приключений «Чак». В США показ сезона осуществлял телеканал NBC с 10 января 2010 года по 24 мая того же года.

## Сюжет
Интерсект 2.0, который Чак (Закари Ливай) загрузил в конце предыдущего эпизода, оказался не просто Интерсектом, а обучающей программой для нового поколения шпионов. Теперь Чак стал шпионом мирового масштаба с уникальными способностями. В связи с его внезапно открывшимися талантами, Кейси (Адам Болдуин) взялся за обучение Чака и превращением его в настоящего профессионала. После череды неудач на любовном фронте Чак и Сара (Ивонн Страховски) наконец-то вместе, но новый злодей не дремлет. Преступная организация «Кольцо», частью которого был Фулкрам, хочет править миром, и Чак со своей командой должны помешать им. По стечению обстоятельств, в поисках Чака агент «Кольца» убивает надоедливого нового директора «Купи больше» Эммета. Зять Чака «Капитан Великолепный», он же Девон Вудкомб (Райан Макпартлин), который узнал тайну Чака в конце второго сезона, ввязавшись в несколько шпионских переделок, «умывает руки».
О секрете Чака узнает и его лучший друг Морган (Джошуа Гомес), который тоже становится частью шпионской команды. Кроме того, с мозгом Чака происходит что-то неладное и он на несколько дней попадает в психбольницу. Вновь появляется его отец и делает для Чака «Правитель» — устройство, способное контролировать Интерсект. Вскоре, «Правитель» похищают, а отца Чака убивают. Элли (Сара Ланкастер) узнает всю правду и становится свидетельницей этого убийства. Она вместе с Девоном и Морганом спешит на помощь команде Бартовски. Чак борется с новым носителем Интерсекта — Дэниелом Шоу, являющимся двойным агентом — ЦРУ и «Кольца» — и начинает проигрывать. Всё осложняется тем, что теперь он — в команде Чака, к тому же у них взаимная симпатия с Сарой — ответ взаимной симпатии Чака и его новой знакомой Ханны. Но, благодаря своим уникальным способностям и смекалке, Чак открывает его истинное лицо и предотвращает переворот в штаб-квартире ЦРУ, в ходе которого коррумпированные чиновники — члены «Кольца» — уже успели нейтрализовать генерала Бэкман (Бонита Фридериси), ответственную за проект Интерсекта. Шоу убивает отца Чака и захватывает Кейси, Сару и самого Чака. Но их спасает новоявленная команда «шпионов» во главе с сестрой Чака. Элли взяла с него обещание покончить с жизнью шпиона. Но Чак пообещал отцу, что найдет свою мать, поискам которой его отец посвятил всю жизнь. У Кейси, как оказалось, есть дочь. А ещё Чак, Морган, Кейси и все остальные работники «Купи больше» остались без работы — магазин взорван.

## В ролях

### Основной состав
- Закари Ливай — Чарльз «Чак» Бартовски (19 эпизодов)[прим. 1]
- Ивонн Страховски — агент Сара Уолкер (19 эпизодов)
- Адам Болдуин — полковник Джон Кейси (19 эпизодов)
- Джошуа Гомес — Морган Граймс (16 эпизодов)
- Сара Ланкастер — доктор Элеонора «Элли» Бартовски-Вудкомб (15 эпизодов)
- Райан Макпартлин — доктор Девон «Капитан Великолепный» Вудкомб (14 эпизодов)
- Марк Кристофер Лоуренс — Майкл «Большой Майк» Такер (10 эпизодов)
- Скотт Крински — Джеффри «Джефф» Барнс (15 эпизодов)
- Вик Сахай — Лестер Пател (15 эпизодов)

### Второстепенный состав
- Бонита Фридериси — бригадный генерал Дайан Бэкман (14 эпизодов)
- Брэндон Раут — Дэниел Шоу (11 эпизодов)
- Скотт Холройд — Джастин Салливан (5 эпизодов)
- Кристин Кройк — Ханна (4 эпизода)
- Скотт Бакула — Стивен Дж. Бартовски (3 эпизода)
- Мекенна Мелвин — Алекс Макхью (3 эпизода)
- Марк Шеппард — Директор (2 эпизода)
- Мини Анден — Карина Миллер (1 эпизод)
- Джулия Линг — Анна Ву (1 эпизод)
- Тони Хейл — Эммет Милбардж (1 эпизод)
- Джон Отт — агент «Кольца» Карлсон (3 эпизода)

## Эпизоды
| № общий | № в сезоне | Название                                                               | Режиссёр               | Автор сценария                  | Дата премьеры  | Произв. код | Зрители в США (млн) |
| --- | ---------- | ---------------------------------------------------------------------- | ---------------------- | ------------------------------- | -------------- | ----------- | ------------------- |
| 36 | 1          | «Чак против Уведомления об Увольнении» «Chuck Versus the Pink Slip»    | Роберт Данкан МакНил   | Крис Федак и Мэтт Миллер        | 10 января 2010 | 3X5801      | 7,70                |
| Чак, с его новым Интерсектом 2.0, хочет быть настоящим шпионом. Но для этого ему нужно оставить Сару и начать тренировки. Однако через полгода у Чака появляются проблемы со вспышками и его вышибают из школы шпионов. Морган возвращается домой из школы Бенихана, потому что его тоже выгнали с работы и бросила девушка. Морган находит Чака дома с сырными шариками и пультом от телевизора... |            |                                                                        |                        |                                 |                |             |                     |
| 37 | 2          | «Чак против Трёх Слов» «Chuck Versus the Three Words»                  | Питер Лоэр             | Эллисон Адлер и Скотт Розенбаум | 10 января 2010 | 3X5802      | 7,19                |
| Чак должен научиться контролировать свои эмоции - только так он сможет опять стать шпионом. Несмотря на то, что он всё ещё влюблен в Сару. Чаку поручена новая миссия, когда проездом в городе оказывается подруга Сары Карина со своим «женихом» Карлом. Всё усложняется, когда Чак во время миссии пытается объяснить Саре причину своего ухода 6 месяцев назад. Тем временем, Морган в «Купи больше» ввязывается в неприятности, пытаясь солгать Джеффу и Лестеру. |            |                                                                        |                        |                                 |                |             |                     |
| 38 | 3          | «Чак против Ангела дэ ла Муэрте» «Chuck Versus the Angel de la Muerte» | Джеримайя С. Чечик     | Фил Клеммер                     | 1 января 2010  | 3X5803      | 7,35                |
| Чак всегда ограждал свою семью от своей опасной шпионской жизни, но не смог предотвратить попадание Элли и Великолепного в международный инцидент, и вместе с Великолепным Чаку придётся спасать диктатора, Алехандро Гойю, на которого готовится покушение. Хотя Великолепный в восторге от перспективы стать шпионом, Чак больше озабочен его безопасностью и безопасностью Элли. |            |                                                                        |                        |                                 |                |             |                     |
| 39 | 4          | «Чак против Операции „Великолепный“» «Chuck Versus Operation Awesome»  | Роберт Данкан МакНил   | Зев Бороу                       | 17 января 2010 | 3X5804      | 6,65                |
| Агент Кольца Сидни Прайс, вербующая агентов, по ошибке принимает Капитана Великолепного за суперагента, которым на самом деле является Чак. Ему грозит смерть, если он не будет ей подчиняться. Чтобы спасти его, Чак вынужден стать его наставником. Во время миссии они встречают загадочного агента Дэниэла Шоу. Морган тем временем получает повышение и становится помощником менеджера. Теперь ему предстоит иметь дело с выходками Джеффа и Лестера. |            |                                                                        |                        |                                 |                |             |                     |
| 40 | 5          | «Чак против Первого класса» «Chuck Versus First Class»                 | Фред Туа               | Крис Федак                      | 24 января 2010 | 3X5805      | 6,97                |
| Агент ЦРУ Дэниэл Шоу, специалист по Кольцу, работающий теперь с командой, проигнорировав пожелания Сары и Кейси, поручает Чаку его первое сольное задание в Париже. Однако уже в воздухе не полпути до Парижа оказывается, что миссия на самолёте. Во время полёта Чак знакомится с очаровательной Ханной, и у него вспышка на другого пассажира самолёта - Хьюго Пэнзера. Тем временем, Кейси помогает Моргану в битве с сотрудниками «Купи больше» за контроль над магазином. |            |                                                                        |                        |                                 |                |             |                     |
| 41 | 6          | «Чак против Начо-ассорти» «Chuck Versus the Nacho Sampler»             | Аллен Крокер           | Мэтт Миллер и Скотт Розенбаум   | 31 января 2010 | 3X5806      | 6,73                |
| Чак должен перевербовать человека, который работает на Кольцо и заставить его работать на ЦРУ и АНБ. Чак пытается жить двумя разными жизнями, успевая натаскивать новую сотрудницу «Купи больше» Ханну и одновременно выведать у компьютерного гения, что он разработал для Кольца. Чак считает, что он может справиться сам, но у Сары и Кейси есть чувство, что им следует вмешаться. |            |                                                                        |                        |                                 |                |             |                     |
| 42 | 7          | «Чак против Маски» «Chuck Versus the Mask»                             | Майкл Шульц            | Фил Клеммер                     | 8 февраля 2010 | 3X5807      | 6,59                |
| Чак должен защитить Ханну, когда они обнаруживают, что они одновременно являются партнёрами и по работе в «Купи больше» и по миссии. Ханна неожиданно становятся частью миссии агента Дэниэла Шоу и помогает Чаку выполнить миссию, не осознавая этого. К большому огорчению Сары, ей приходится работать на пару с Шоу, который, кажется, пытается соблазнить её. |            |                                                                        |                        |                                 |                |             |                     |
| 43 | 8          | «Чак против Фальшивого Имени» «Chuck Versus the Fake Name»             | Джеримайя С. Чечик     | Эллисон Адлер                   | 1 марта 2010   | 3X5808      | 6,70                |
| Чак обещает приготовить обед для Ханны, Элли и Капитана Великолепного, но необходимо сначала вычислить одного из самых опасных убийц в мире по его последней миссии. Тем временем Сара изо всех сил пытается сохранить строго профессиональные отношения с Дэниэлом Шоу. |            |                                                                        |                        |                                 |                |             |                     |
| 44 | 9          | «Чак против Бородача» «Chuck Versus the Beard»                         | Закари Ливай           | Скотт Розенбаум                 | 8 марта 2010   | 3X5809      | 6,36                |
| Чак чувствует, что его жизнь рушится, когда он не может вызвать вспышку и временно отстраняется от миссий. Хотя Шоу, Сара и Кейси вынуждены идти на миссию без него, Чак попадает в опасную ситуацию обратно на базе, когда её захватывают агенты Фулкрама. Морган, заметив вооруженных людей, следит за ними и понимает, что под «Купи больше» спрятана база ЦРУ. |            |                                                                        |                        |                                 |                |             |                     |
| 45 | 10         | «Чак против Тик-така» «Chuck Versus the Tic Tac»                       | Патрик Норрис          | Рэйф Джудкинс и Лорен ЛеФранк   | 15 марта 2010  | 3X5810      | 5,84                |
| Кейси бессознательно совершает предательство, чтобы спасти свою невесту из прошлой жизни, Кэтлин МакХью, от агентов Кольца. Чак и Сара должны вытащить его из тюрьмы, чтобы он смог очистить своё имя и спасти бывшую невесту. Тем временем перед Элли встаёт непростой выбор: ехать с Девоном в Африку по программе «Врачи без границ» или преподавать в университете, о чём она так долго мечтала… |            |                                                                        |                        |                                 |                |             |                     |
| 46 | 11         | «Chuck Versus the Final Exam» «Chuck Versus the Final Exam»            | Роберт Данкан МакНил   | Зев Бороу                       | 22 марта 2010  | 3X5811      | 5,46                |
| Судьба Чака как шпиона зависит от одной миссии. Он узнаёт, что его сольная миссия и будет окончательным экзаменом, который покажет, готов ли он быть шпионом. Ему необходимо приложить все свои шпионский усилия, чтобы не провалиться, в то время как Сара и Шоу наблюдают за каждым его шагом. Чак не знает о последствиях, которые последнее задание может оказать на его отношения с Сарой, когда ему необходимо пройти так называемый «красный тест», что означает, что он должен убить человека… |            |                                                                        |                        |                                 |                |             |                     |
| 47 | 12         | «Чак против Героя Америки» «Chuck Versus the American Hero»            | Джеримайя С. Чечик     | Мэтт Миллер и Фил Клеммер       | 29 марта 2010  | 3X5812      | 5,67                |
| Чаку разрешается выбрать лучших агентов ЦРУ для своей миссии, но у него есть только одна девушка для этой работы, Сара, которая в данный момент встречается с Дэниэлом Шоу. Кейси, Морган и Великолепный пытаются помочь Чаку вернуть её. Шоу становится агентом Кольца, когда попадает на секретную базу и узнаёт, кто именно убил его жену. Чак находит базу Кольца, когда связывается с Джеффом и Лестером которые очень кстати решили следить за «новым бойфрендом» Сары. |            |                                                                        |                        |                                 |                |             |                     |
| 48 | 13         | «Чак против Соперника» «Chuck Versus the Other Guy»                    | Питер Лойер            | Крис Федак                      | 5 апреля 2010  | 3X5813      | 5,79                |
| Шоу эмоционально опустошён после того как он узнаёт, что Сара убила его жену, проходя «красный тест». Он идёт с Сарой на миссию, о которой совершенно ничего не знает. Чак собирает ударную команду, чтобы спасти её, и, хотя Шоу не пытается нанести Саре никакого вреда, всё становится сложнее, когда команда проникает в штаб-квартиру Кольца в попытке захватить Директора. Морган увольняется из «Купи больше», на этот раз в надежде стать частью команды Бартовски. Морган видит видео с камеры слежения из миссии команды в штаб-квартире, и замечает, что бой между Шоу и оперативниками Кольца был постановочным… Чак и Кейси летят во Францию, чтобы спасти Сару. Чак убивает Шоу, когда тот пытается убить Сару. |            |                                                                        |                        |                                 |                |             |                     |
| 49 | 14         | «Чак против Медового Месяца» «Chuck Versus the Honeymooners»           | Роберт Данкан МакНил   | Рэйф Джудкинс и Лорен ЛеФранк   | 26 апреля 2010 | 3X5814      | 5,78                |
| Во время поездки в Цюрих при попытке к бегству от их жизни шпионов, Сара и Чак понимают, что они на этом же поезде, что и испанские шпионы, включая убийцу по имени Диего. Они решают арестовать их в одиночку и сделать это их последней миссией перед уходом на покой. Они выдают себя за молодожёнов, проводящих «медовый месяц»… Тем временем генерал Бэкман понимает, что Чак и Сара в самовольной отлучке и отправляет Кейси их вернуть, а Кейси в свою очередь подключает к миссии Моргана. |            |                                                                        |                        |                                 |                |             |                     |
| 50 | 15         | «Чак против Образцов для Подражания» «Chuck Versus the Role Models»    | Фред Туа               | Фил Клеммер                     | 3 мая 2010     | 3X5815      | 5,34                |
| Чак и Сара вынуждены работать с Крейгом и Лаурой Тернер, агентами ЦРУ, которые, женаты уже более 30 лет, но несмотря на свою безупречную репутацию, ненавидят друг друга. Чак и Сара гадают, будут ли они такими же через 30 лет и обречены ли они повторить судьбу Тернеров. Между тем, Кейси должен обучить нового члена команды Бартовски – Моргана Граймса. |            |                                                                        |                        |                                 |                |             |                     |
| 51 | 16         | «Чак против Зуба» «Chuck Versus the Tooth»                             | Дэйзи фон Шерлер Майер | Зев Бороу и Макс Денби          | 10 мая 2010    | 3X5816      | 5,33                |
| Чак борется с тревожными снами и считает, что его последний сон предсказывает опасность для президента Замбии, который находится с визитом в США. Генерал Бэкман, однако, убеждена что это всего лишь кошмары и предписывает Чаку посетить психиатра ЦРУ Лео Дрейфуса. Между тем, Элли и Девон вернулись из Африки, из-за того, что Девон заражается болезнью, напоминающую малярию. Оперативник Кольца Джастин, выдавая себя за рейнджера в Африке, сознательно инфицировал Девона этой болезнью, с тем чтобы тайно принудить пару вернуться в США. Джастин говорит Элли, что он агент ЦРУ, защищающий её отца, Стивена Бартовски от «агента Кольца» Джона Кейси. Тем временем Анна Ву возвращается в «Купи больше», чтобы вернуть Моргана. Оказывается, что Интерсект 2.0 чрезвычайно опасен для разума Чака и может в конечном счёте убить его.                                                    |            |                                                                        |                        |                                 |                |             |                     |
| 52 | 17         | «Чак против Живого Мертвеца» «Chuck Versus the Living Dead»            | Джей Чандрашекхар      | Лорен ЛеФранк и Рэйф Джудкинс   | 17 мая 2010    | 3X5817      | 5,20                |
| Чаку снится, что Дэниэл Шоу всё ещё жив, и между Сарой и Чаком возникает неловкость, когда Кейси подробно расспрашивает Сару о том, как она проводила время вместе с Шоу в Вашингтоне. Стивен Бартовски возвращается и узнаёт, что Чак загрузил Интерсект 2.0. Он говорит Чак, что создал устройство «Правитель», чтобы контролировать состояние мозга и предотвратить негативные последствия Интерсекта на разум. Выясняется, что именно поэтому Кольцо хотела захватить Стивена Бартовски – чтобы он создал «Правитель» для Дэниэла Шоу, загрузившего Интерсект 2.0. |            |                                                                        |                        |                                 |                |             |                     |
| 53 | 18         | «Чак против Метро» «Chuck Versus the Subway»                           | Мэтт Шекман            | Эллисон Адлер и Фил Клеммер     | 24 мая 2010    | 3X5818      | 4,96                |
| Чак видит Шоу в поезде метро в Лос-Анджелесе, и команда работает, чтобы узнать, куда он едет и что он делает. Они узнают, что Шоу входит в здание, принадлежащие Кольцу, через метро. Тем временем у Элли состоялась встреча с Джастином в отношении её отца. Чак врывается на конференцию, где генерал Бэкман делает доклад о эффективности работы команды Бартовски. Чак и Сара понимают, что это здание не Кольца, а ЦРУ. Элли становится известно о жизни Чака и Сары в качестве шпионов. Чак понимает, что Кольцо взяло под свой контроль ЦРУ и АНБ. Кейси раскрывает Алекс, что он её отец. Стивена Бартовски и Чака захватывает Шоу и после того, как Чак отдает ему «Правитель», Шоу убивает отца Чака. Чака, Сару и Кейси арестовывают и везут в тюрьму, но по дороге Шоу планирует их убить. Бэкман говорит Моргану и Девону, что они являются единственным шансом для команды на спасение. |            |                                                                        |                        |                                 |                |             |                     |
| 54 | 19         | «Чак против Кольца: Часть вторая» «Chuck Versus the Ring: Part II»     | Роберт Данкан МакНил   | Джош Шварц и Крис Федак         | 24 мая 2010    | 3X5819      | 5,16                |
| После того как Морган и Девон спасают команду от Даниэля Шоу, Чак, наконец, встречается с Элли, чтобы объяснить ей всё, что касается его шпионской жизни. Он соглашается, что после того как он разберётся с Кольцом, Чак перестанет быть шпионом. Команда узнаёт от генерала Бэкман, которая находится под стражей, что лидеры Кольца, известные как старейшины, будут на специальной конференции ЦРУ и АНБ. Команда Бартовски разрабатывает план, как захватить старейшин и разоблачить Шоу. Чаку становиться всё хуже из-за Интерсекта 2.0, воздействующего на его мозг. Каждая новая вспышка приближает его к смерти, и если он не вернёт «Правитель», последствия будут непоправимыми… |            |                                                                        |                        |                                 |                |             |                     |

## Заметки
1. ↑  В эпизоде «Чак против Героя Америки» Чак становится агентом.